# کنسول (دیپلمات)

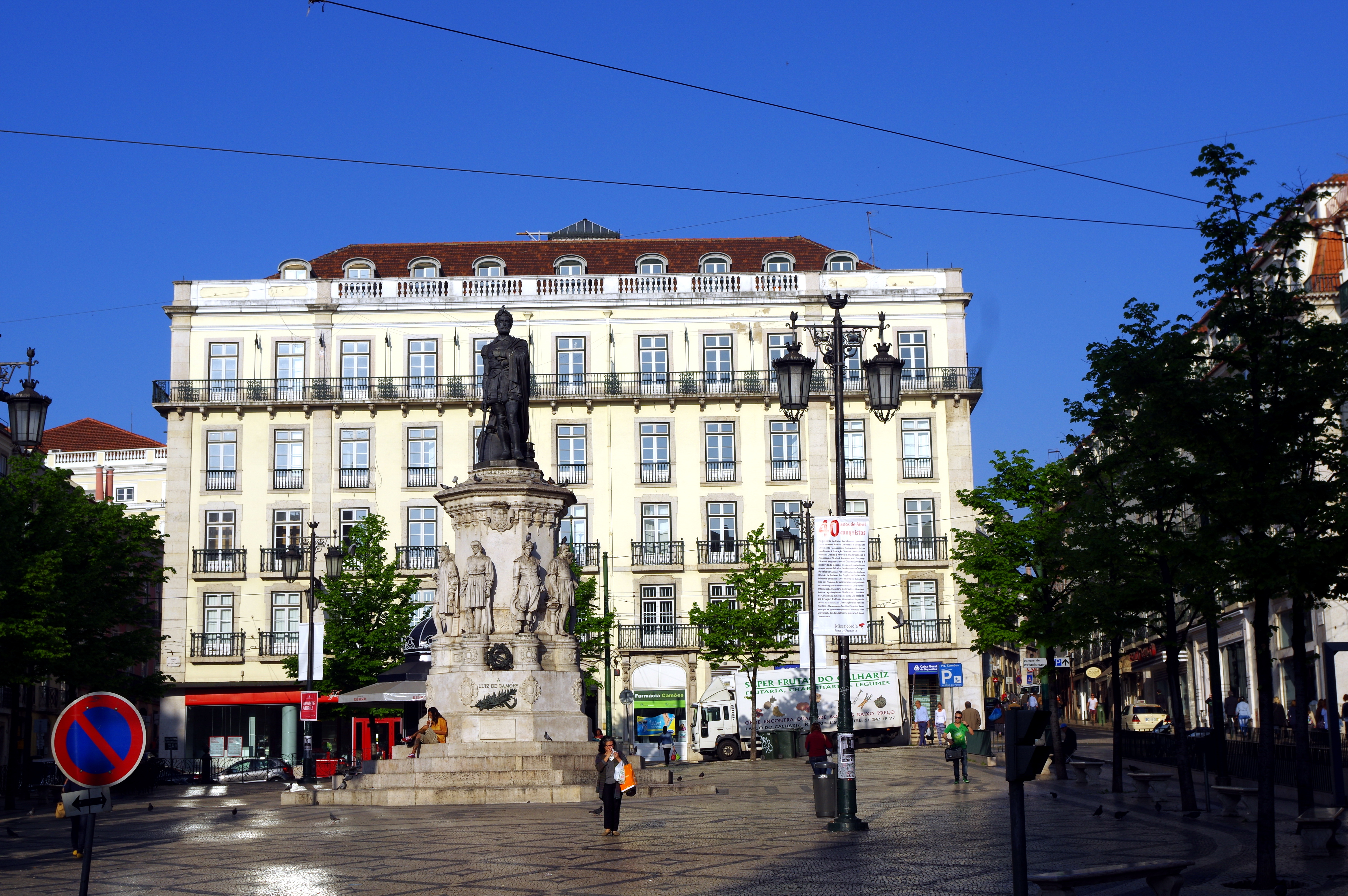
این ساختمان در میدان لوئیژ دو کاموئش در لیسبون، پرتغال، محل سرکنسولگری برزیل برای بیش از یک سده بود.

کُنسول(که در دوره‌هایی در ایران شهبندر یا بالیوز هم گفته می‌شد) نماینده رسمی یک دولت است که در یک کشور خارجی، برای کمک و پشتیبانی از شهروندان کشور خودش و برای ترویج و آسان‌سازی روابط تجاری و دیپلماتیک میان دو کشور، اقامت دارد.
کنسول عموماً بخشی از دستگاه دیپلماتیک دولت یا خدمات دیپلماتیک است و بنابراین از امتیازات و پشتیبانی‌های ویژه‌ای در کشور میزبان برخوردار است، کنسول مصونیت دیپلماتیک کامل ندارد. برخلاف سفیر، که نماینده واحد یک دولت است، یک دولت ممکن است چندین کنسول در یک کشور خارجی، معمولاً در شهرهای بزرگ منصوب کند؛ کنسول‌ها معمولاً وظیفه دارند در مسائل اداری هم به شهروندان کشور خود که در سفر هستند یا در خارج از کشور زندگی می‌کنند و هم به شهروندان کشوری که کنسول در آن اقامت دارد و مایل به سفر به کشور متبوع کنسول یا تجارت با آن هستند، کمک کنند.

## خاستگاه و تاریخچه

### یونان کلاسیک
در یونان کلاسیک، پروکسنوس‌ها برخی از وظایف کنسول‌های امروزی را انجام می‌دادند، پروکسنوس‌ها، شهروندان برگزیدهٔ یک شهر بودند که در ازای عناوین افتخاری دولت، با هزینهٔ خود از سفرای خارجی میزبانی می‌کردند. برخلاف موقعیت امروزی، پروکسنوس‌ها شهروند کشور میزبان (در یونان، شهروند دولت‌شهر) بودند. پروکسنوس‌ها معمولاً بازرگان‌هایی ثروتمند از شهر میزبان بودند که با شهر دیگری، پیوندهای اجتماعی و اقتصادی داشتند و به شهروندان شهر مهمان، هنگامی که در شهر میزبان دچار مشکل می‌شدند، کمک می‌کردند. موقعیت پروکسنوس‌ها اغلب ارثی در یک خانوادهٔ ویژه بود. کنسول‌های افتخاری امروزی، وظایفی را انجام می‌دهند که تا حدی شبیه به نهاد یونان باستان است.

### گسترش تاریخی اصطلاح
کنسول‌ها در جمهوری روم و امپراتوری روم بالاترین افسران بودند. جمهوری جنوا این اصطلاح را احیا کرد، که برخلاف روم، آن را به مقامات مختلف دولتی اعطا کرد، نه لزوماً به بالاترین. در میان آن‌ها، مقامات جنوا مستقر در بنادر مختلف مدیترانه بودند که نقش آنان، شامل وظایفی مشابه وظایف کنسولگر امروزی (کمک به بازرگانان و ملوانان اهل جنوا در مشکلات با مقامات محلی) بود.
کنسولات دو مار نهادی بود که در سدهٔ چهاردهم، در دورهٔ پدروی چهارم آراگون تأسیس شد و در ۴۷ مکان در سراسر دریای مدیترانه، گسترش یافت. در درجه اول، نهادی قضایی بود که قوانین دریانوردی و بازرگانی را با عنوان عرف تجاری اداره می کرد. اگرچه کنسولات دو مار را کورتس آراگون ایجاد کرد، کنسول‌ها از پادشاه مستقل بودند. این تمایز میان وظایف کنسولی و دیپلماتیک (دست‌کم به طور رسمی) تا به امروز باقی مانده است. کنسول‌های امروزی اختیارات قضایی محدودی برای حل و فصل اختلافات دربارهٔ کشتی‌های کشورشان (به ویژه دربارهٔ پرداخت دستمزد به ملوانان) دارند.
کنسولادو دو مرکادرس سال ۱۵۴۳ در سویل به‌عنوان یک انجمن بازرگان برای کنترل تجارت با آمریکای لاتین تأسیس شد. به این ترتیب، شعبه‌هایی در شهرهای اصلی مستعمرات اسپانیا داشت.
ارتباط کنسول با تجارت و حقوق بازرگانی در کشورهای فرانسوی‌زبان حفظ شده است. در کشورهای فرانسوی‌زبان، قاضی کنسولی یک قاضی غیرحرفه‌ای است که اتاق بازرگانی او را برای حل‌وفصل اختلافات تجاری در مرحله اول، انتخاب می‌کند. (در فرانسه در هیئت‌های سه نفره و در بلژیک با همکاری یک قاضی حرفه‌ای).

### لوبک
در زندگی اجتماعی سدهٔ نوزدهم لوبک، همانطور که در رمان بودنبروک‌ها (۱۹۰۱) اثر توماس مان به نوشته درآمده است – برپایهٔ اطلاعات شخصی دقیق مان از زادگاه خود – انتصاب به‌عنوان کنسول یک کشور خارجی منبع اعتبار اجتماعی قابل‌توجهی در میان بازرگانان و نخبگان شهر بود. همانطور که در کتاب تعریف شده است، سمت کنسولی برای یک کشور مشخص در خانواده‌ای خاص موروثی بود، که عمارت آن‌ها نشان کشور نمایندگی را داشت و آن کشور با مرگ یک کنسولگر، پسر کنسولگر یا وارث دیگری را به این سمت منتصب می‌کرد. همانطور که مان بارها بدان اشاره کرده است، زن یک کنسول با عنوان «کنسولین» شناخته می‌شد و حتی پس از مرگ شوهرش نیز عنوان خود را حفظ می‌کرد. شخصیت‌های کتاب، کنسولگران دانمارک، هلند و پرتغال هستند.

## نقش و وظایف

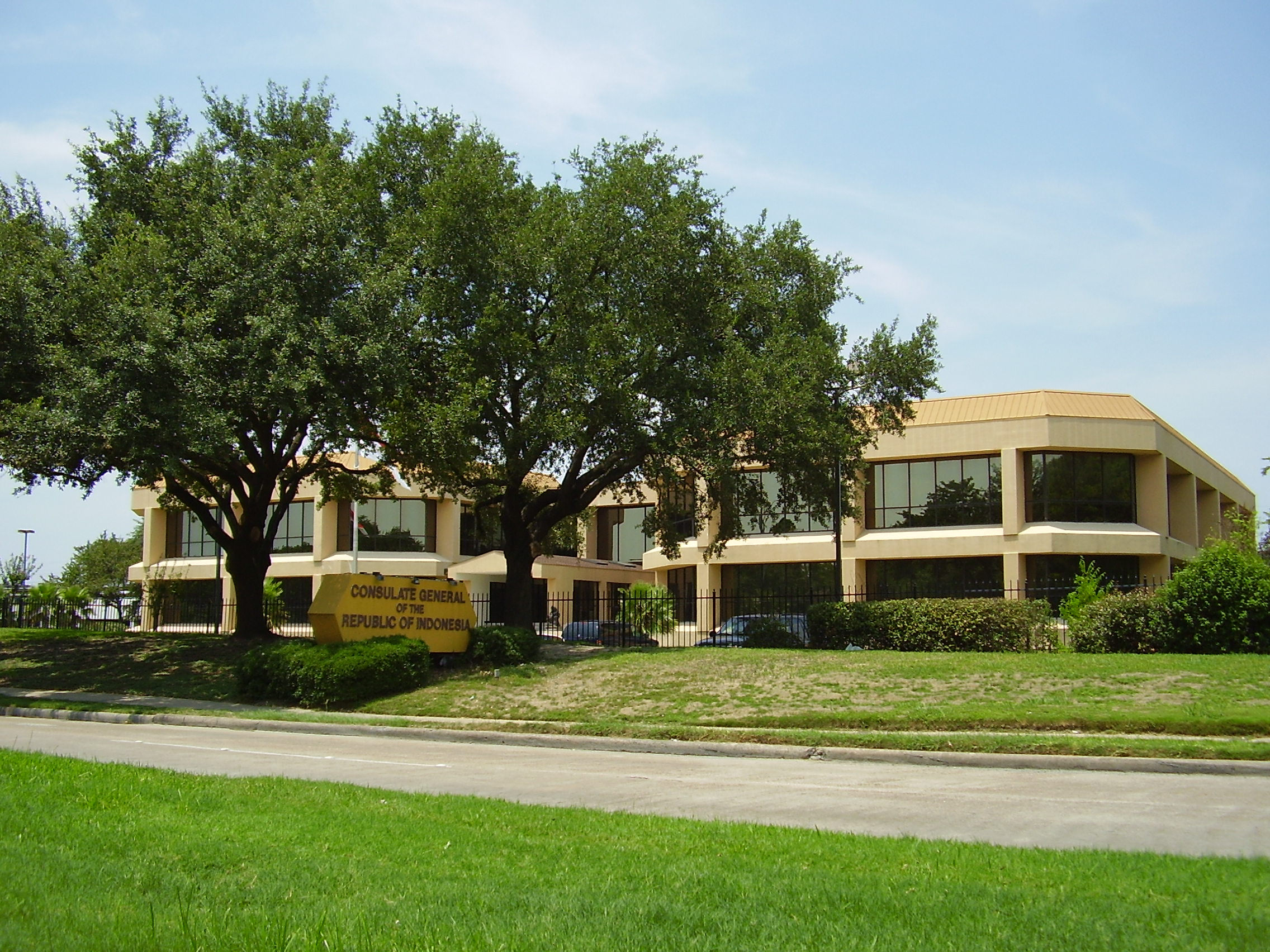
سرکنسولگری اندونزی در هیوستون، تگزاس

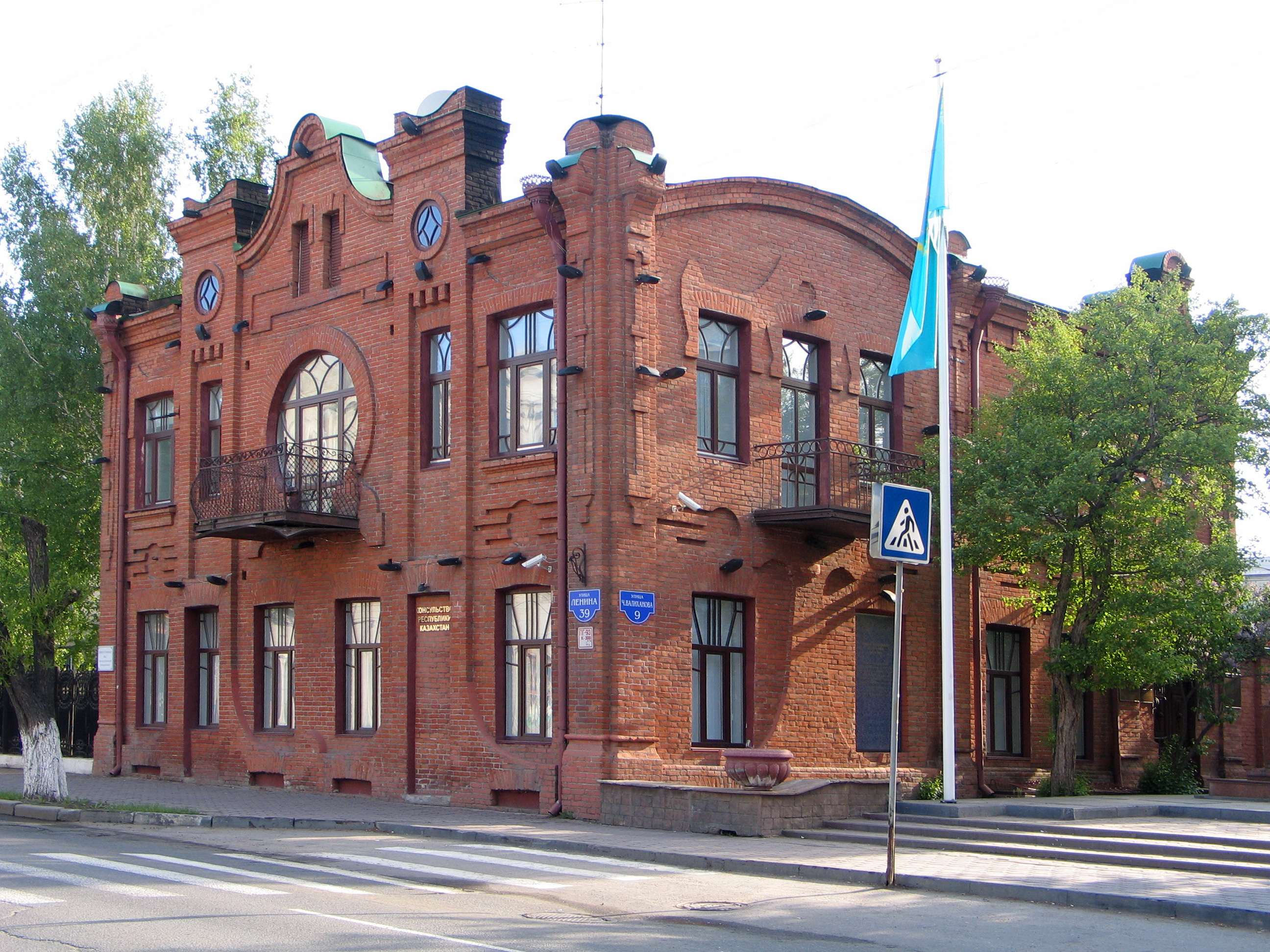
کنسولگری قزاقستان در امسک، روسیه

دفتر یک کنسول، کنسولگری است و معمولاً پیرو نمایندگی اصلی دولت در پایتخت آن کشور خارجی (کشور میزبان)، معمولاً یک سفارت – یا میان کشورهای مشترک‌المنافع – کمیسیون عالی است. مانند اصطلاحات سفارت یا کمیسیون عالی، کنسولگری ممکن است نه تنها به دفتر کنسول، بلکه به ساختمانی که در آن کنسول و کارکنان کار می‌کنند نیز اشاره داشته باشد. کنسولگری ممکن است با خود سفارت در یک محل باشد.

### رده کنسولی
کنسولی که بالاترین رده را داشته باشد، سرکنسول نامیده می‌شود. معمولاً یک یا چند معاون سرکنسول، کنسول، معاون کنسول و کارگزار کنسولی زیر نظر سرکنسول کار می‌کنند. یک کشور ممکن است بیش از یک سرکنسول را در کشور دیگر منصوب کند.
سرکنسول، مقامی است که ریاست یک سرکنسولگری را بر عهده دارد و کنسولگری با بالاترین رده است، که در یک مکان مشخص خدمت می‌کند. یک سرکنسول همچنین ممکن است مسئول مناطق کنسولی باشد، که دارای دفاتر کنسولگری دیگر و وابسته داخل یک کشور هستند. سرکنسولان نمایندهٔ دولت خود در کشوری هستند که در آن منصوب شده‌اند، اگرچه سفیران صلاحیت نهایی صحبت از طرف کشور خود در کشور دیگری را دارند.
تعریف دیگر رهبر بخش کنسولگری سفارت است. در این تعریف، سرکنسول دیپلمات و عضو هیئت دیپلماتیک کشور سفیر است.

### اختیارات و فعالیت‌ها
کنسول‌های رده‌های مختلف، ممکن است برای برخی فعالیت‌ها مانند ثبت اسناد رسمی، اختیارات قانونی خاصی داشته باشند. به این ترتیب، کارکنان دیپلماتیک با مسئولیت‌های دیگر ممکن است فرمان‌های علنی کنسولی (کمیسیون) را دریافت کنند. جدای از مواردی که در قرارداد وین درباره روابط سیاسی ذکر شده است، الزامات رسمی کمی وجود دارند که مشخص می‌کنند یک مقام کنسولی باید چه کاری انجام دهد. مثلاً برای برخی کشورها، مقامات کنسولی ممکن است مسئول صدور ویزا باشند؛ کشورهای دیگر ممکن است «خدمات کنسولی» را به کمک به هم‌میهنان، قانونی کردن اسناد و غیره محدود کنند. اگرچه کنسولگری‌ها را کنسولانی با رده‌های مختلف اداره می‌کنند، حتی اگر چنین مقام‌هایی ارتباط کمی با مفاهیم محدودتر خدمات کنسولی داشته باشند، یا اصلاً ارتباطی با این مفاهیم نداشته باشند.
فعالیت‌های یک کنسولگری شامل حفاظت از منافع شهروندان خود که به‌طور موقت یا دائم در کشور میزبان مقیم هستند، صدور گذرنامه، صدور ویزا برای خارجی‌ها و دیپلماسی عمومی می‌شود. اگرچه نقش اصلی یک کنسولگری، به طور سنتی در ترویج تجارت نهفته است — کمک به شرکت‌ها برای سرمایه‌گذاری و واردات و صادرات کالاها و خدمات، هم در داخل به کشور خود و هم از خارج به کشور میزبان. اگرچه به صورت عمومی پذیرفته نیست، کنسولگری‌ها مانند سفارت‌ها نیز ممکن است اطلاعاتی را از کشور تعیین‌شده جمع‌آوری کنند.

#### مناطق کنسولی
برخلاف تصور رایج، خیلی از کارکنان کنسولگری ممکن است دیپلمات‌های حرفه‌ای باشند، اما معمولاً مصونیت دیپلماتیک ندارند، مگر اینکه این امتیاز جداگانه به آن‌ها داده شود. مصونیت‌ها و امتیازات کنسول‌ها و کارکنان معتبر کنسولگری‌ها (مصونیت کنسولی)، عموماً محدود به اقداماتی است که در مقام رسمی آنان انجام می‌شوند و با توجه به خود کنسولگری، به اقداماتی که برای انجام وظایف رسمی لازم است محدود می‌گردند. در عمل، گسترش و اجرای امتیازات و مصونیت‌های کنسولی می‌تواند از کشوری به کشور دیگر متفاوت باشد.
تعداد کنسولگری‌ها بیشتر از نمایندگی‌های دیپلماتیک مانند سفارت‌هاست. سفیران تنها در پایتخت یک کشور خارجی منصوب می‌شوند (اما به‌طور استثنایی در خارج از کشور مانند موارد مأموریتی، مثلاً یک مقام پایین ممکن است یک سفیر واحد را به چندین دولت همسایه، با اهمیت نسبی کم که متحدان مهمی نیستند، بفرستند).
کنسولان در پایتخت یک کشور و در سایر شهرهای سراسر آن کشور، به ویژه مراکز فعالیت اقتصادی و شهرهایی که جمعیت زیادی از مهاجران دارند، مستقر می‌شوند. مثلاً در ایالات متحده آمریکا، بیشتر کشورها یک سرکنسولگری در شهر نیویورک (مرکز سازمان ملل متحد) دارند و برخی از آن‌ها در شهرهای بزرگ دیگر سرکنسولگری دارند.
میان کشورهای مشترک‌المنافع، ممکن است یک کمیسیون عالی فعالیت‌های دیپلماتیک و کنسولی را در پایتخت انجام دهد، اگرچه کشورهای بزرگ‌تر مشترک‌المنافع در شهرهای بزرگ نیز کنسولگری و سرکنسولگری دارند. مثلاً در تورنتو، سیدنی و اوکلند به کنسولگری نیاز است چون از اهمیت اقتصادی بیشتری نسبت به پایتخت‌های ملی خود برخوردار هستند.

#### هنگ کنگ
هنگامی که هنگ کنگ تحت حاکمیت بریتانیا بود، نمایندگی‌های دیپلماتیک کشورهای مشترک‌المنافع مانند کانادا، استرالیا، نیوزیلند، هند، مالزی و سنگاپور کمیسیون نام داشتند. پس از واگذاری حاکمیت به چین در ۱۹۹۷، آن‌ها به سرکنسولگری تغییر نام دادند و آخرین کمیسر، سرکنسول شد. البته کمیسیون استرالیا نیز سال ۱۹۸۶ به سرکنسولگری تغییر نام داد.
به دلیل موقعیت هنگ کنگ به‌عنوان یک منطقه ویژه اداری، سرکنسولگری‌های برخی کشورها در هنگ کنگ به جای سفارت‌های آن‌ها در پکن، مستقیماً به وزارت امور خارجه خود گزارش می‌دهند مانند کانادا، بریتانیا و ایالات متحده آمریکا.

## کنسول افتخاری

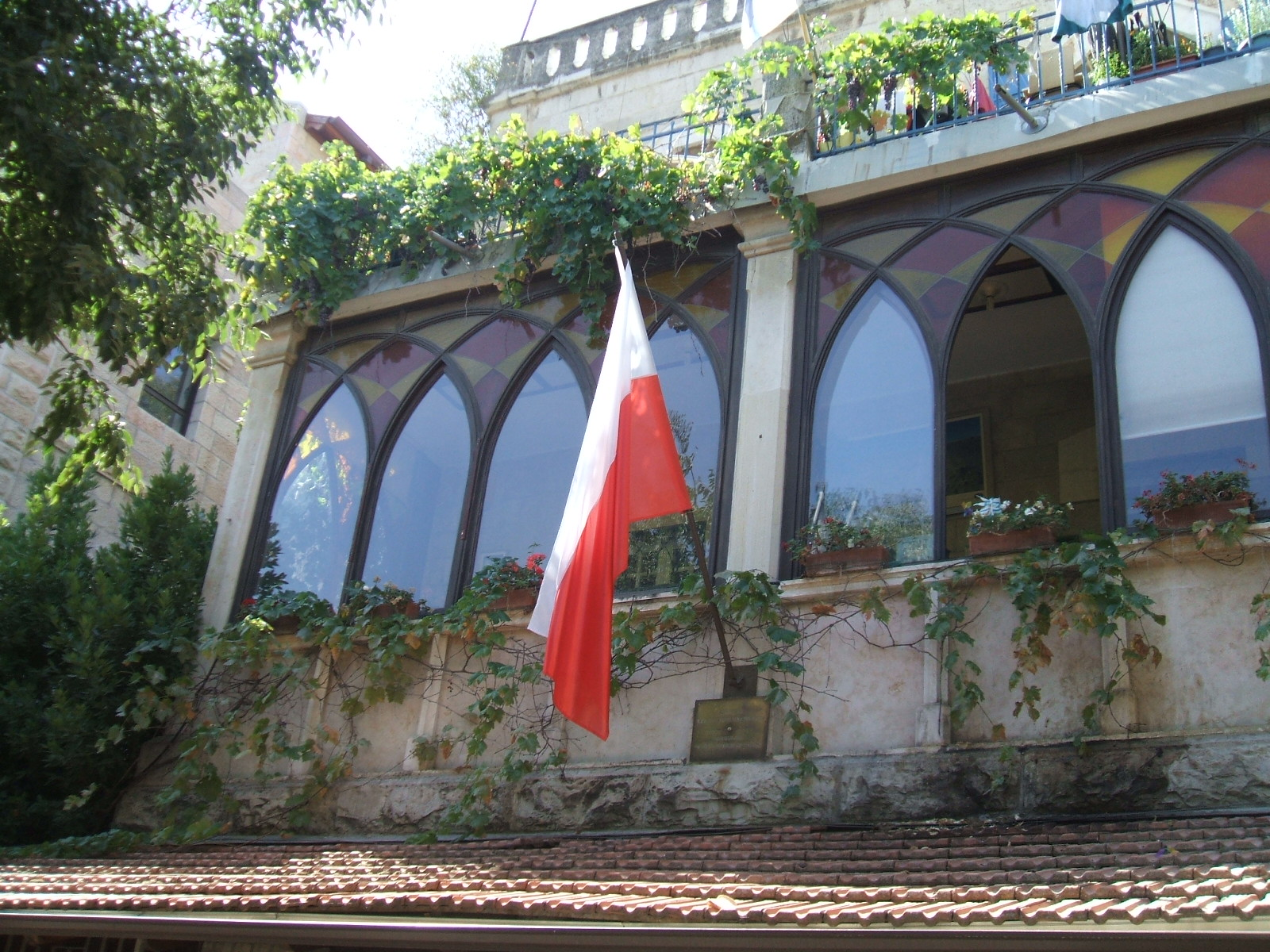
کنسول افتخاری لهستان در اورشلیم

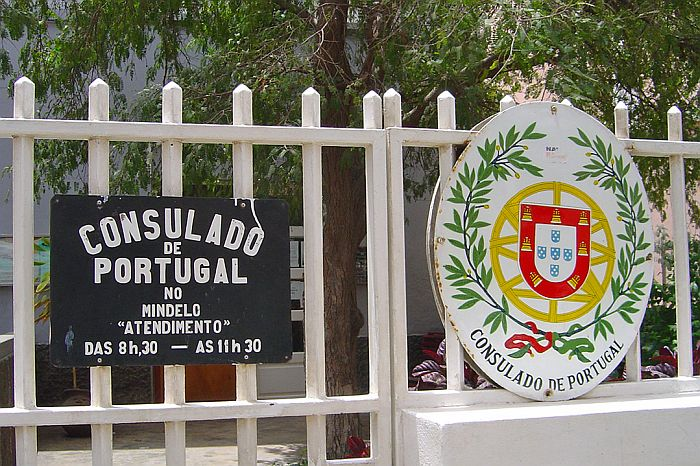
کنسول افتخاری پرتغال در میندلو، کیپ ورد

برخی کنسول‌گری‌ها دفاتر حرفه‌ای کشور نمایندگی نیستند. آن‌ها ممکن است افراد محلی با ملیت کشور مهمان باشند و در شهرهای کوچک‌تر، یا در شهرهایی که از مأموریت‌های دیپلماتیک تمام‌وقت خیلی دور هستند، یک دولت خارجی که احساس می‌کند با این وجود، داشتن نوعی نمایندگی مطلوب است، ممکن است فردی را که تاکنون بخشی از برنامه‌های دیپلماتیک آن‌ها نبوده است را به این مقام منصوب کند. چنین کنسولی، ممکن است کار را با فعالیت های خصوصی خود (اغلب تجاری) ترکیب کند و در برخی موارد، حتی ممکن است شهروند کشور مهمان نباشد. به چنین مقام‌هایی، معمولاً عنوان کنسول افتخاری داده می‌شود.
چنین میزبانی و انتصابی از کشوری به کشور دیگر متفاوت است، برخی از آن‌ها هردو را انجام می‌دهند، برخی دیگر یکی و برخی نیز هیچ‌کدام را انجام نمی‌دهند. برخی دولت‌ها حتی چنین اطلاعاتی را در وبگاه‌های وزارت امور خارجه خود، درج نمی‌کنند. درضمن برخی اصلاً از کنسول افتخاری استفاده نمی‌کنند. 
ایالات متحده آمریکا کسانی را که به‌عنوان کنسول افتخاری به رسمیت می‌شناسد محدود می‌کند و تنها برخی حقوق محدود را اعطا می‌کند. در برخی موارد، «متهمان به تأمین مالی تروریسم، قاچاق اسلحه و توزیع مواد مخدر» از موقعیت خود به‌عنوان کنسول افتخاری سوءاستفاده کرده‌اند.
افسران کنسولی افتخاری (در گسترده‌ترین کاربرد این اصطلاح)، علی‌رغم نقش‌های دیگرشان، در برخی موارد مسئولیت رفاه شهروندان کشور مهمان را نیز برعهده دارند. مثلاً سفارت فنلاند بیان کرده است که وظایف کنسولگری افتخاری فنلاند، شامل نظارت بر حقوق فنلاندی‌ها و افراد دارای اقامت دائم فنلاند است که در منطقهٔ کنسولگری ساکن هستند، همچنین ارائه مشاوره و راهنمایی برای شهروندان گرفتار فنلاند و مقیمان دائمی که به خارج از کشور آن منطقه سفر می‌کنند و کمک به آن‌ها در تماس‌هایشان با مقامات محلی یا نزدیک‌ترین سفارت یا کنسولگری فنلاند. انواع خاصی از گواهی‌های محضری را می‌توان از طریق کنسول افتخاری دریافت کرد. کنسول افتخاری همراه با مأموریت‌های دیپلماتیک، روابط اقتصادی و فرهنگی میان فنلاند و کشور میزبان را ارتقا می‌دهد و در تقویت وجههٔ فنلاند در خارج از کشور مشارکت می‌کند. کنسول افتخاری می‌تواند به شرکت‌های فنلاندی، مثلاً در کسب اطلاعات دربارهٔ فرهنگ تجارت محلی و یافتن شرکا مشاوره دهد. در طول سال‌ها، کنسولان افتخاری اهمیت فزاینده‌ای به ویژه برای کشورهای کم‌درآمد و متوسط و برای کشورهایی که به دنبال کاهش هزینه‌ها هستند، پیدا کرده‌اند و به‌عنوان یک ستون دیپلماتیک قدرتمند ظاهر شده‌اند.

## یادداشت و پانویس

### یادداشت
1. ↑  وزیر امور خارجه ایالات متحده (در یادداشت‌های صادره در تاریخ ۶ اوت ۲۰۰۳ و ۵ فوریه ۲۰۱۴) مطالب زیر را دربارهٔ کنسولان افتخاری در ایالات متحده بیان کرد:

دولت ایالات متحده، قدردان این است که افسران کنسولی افتخاری، خدمات مهمی را هم برای دولت‌هایی که نمایندگی می‌کنند و هم برای شهروندان و نهادهای ایالات متحده، ارائه می‌دهند. با این حال، به دلایلی که قبلاً همراه با مأموریت‌ها ابلاغ شده است، سیاست دولت ایالات متحده لازم می‌داند که حفظ و تأسیس پست‌های کنسولی به ریاست افسران کنسولی افتخاری، باید به پشتوانهٔ اسناد و مدارکی انجام شود که این امکان را برای وزارت امور خارجه فراهم می‌کند که اطمینان حاصل کند افسران کنسولی افتخاری، وظایف کنسولی معناداری را به‌صورت منظم انجام می‌دهند و همینطور چنین افسرانی، تحت نظارت و پاسخگویی دولت‌هایی هستند که نمایندگی می‌کنند.[۲۴]
به‌عنوان یک سیاست ایالات متحده، افسران کنسولی افتخاری که توسط دولت ایالات متحده به رسمیت شناخته می‌شوند، شهروندان آمریکایی یا افراد مقیم دائمی هستند که خدمات کنسولی را به‌صورت پاره‌وقت انجام می‌دهند. مصونیت محدود اعطاشده به افسران کنسولی افتخاری، در مادهٔ ۷۱ کنوانسیون وین درباره روابط کنسولی (VCCR) مشخص شده است. چنین افرادی از مصونیت شخصی برخوردار نیستند و ممکن است در صورت وجود شرایط لازم، تا زمان برگزاری محاکمه بازداشت شوند. با این حال، اقدامات مناسب برای اعطای حفاظت مورد نیاز به این افسران به دلیل موقعیت رسمی‌شان فراهم می‌شود. علاوه بر این، بایگانی‌ها و اسناد کنسولی یک مقام کنسولی که به ریاست یک افسر کنسولی افتخاری اداره می‌شود، در هر زمانی و در هر مکانی که باشند غیرقابل تعرض است، به‌شرط آن‌که این اسناد، جدا از سایر اسناد و مدارک شخصی یا تجاری مربوط به فعالیت‌های دیگر افسر کنسولی افتخاری یا افرادی که با آن افسر همکاری می‌کنند، نگهداری شوند.[۲۵]